# Jayden Hadler
Jayden Hadler (Joondalup, 23 september 1993) is een Australische zwemmer. Hij vertegenwoordigde zijn vaderland op de Olympische Zomerspelen 2012 in Londen.

## Carrière
Bij zijn internationale debuut, op de Pan-Pacifische kampioenschappen zwemmen 2010 in Irvine, eindigde Hadler als achtste op de 400 meter wisselslag en als tiende op de 200 meter vlinderslag, daarnaast strandde hij in de series van zowel de 100 meter vlinderslag als de 200 meter wisselslag. Tijdens de Gemenebestspelen 2010 in Delhi eindigde de Australiër als vijfde op de 200 meter vlinderslag, op de 400 meter wisselslag werd hij uitgeschakeld in de series. Op de wereldkampioenschappen kortebaanzwemmen 2010 in Dubai eindigde Hadler als zevende op de 200 meter vlinderslag, daarnaast strandde hij in de series van de 400 meter wisselslag.
In Shanghai nam de Australiër deel aan de wereldkampioenschappen zwemmen 2011. Op dit toernooi werd hij uitgeschakeld in de series van de 200 meter vlinderslag.
Tijdens de Olympische Zomerspelen van 2012 in Londen strandde Hadler in de series van zowel de 100 meter vlinderslag als de 200 meter wisselslag.
Op de Gemenebestspelen 2014 in Glasgow eindigde de Australiër als vierde op de 100 meter vlinderslag en als zesde op de 50 meter vlinderslag. Op de 4x100 meter wisselslag veroverde hij samen met Mitch Larkin, Christian Sprenger en James Magnussen de zilveren medaille. Samen met Ned McKendry, Kenneth To en Matt Abood zwom hij in de series van de 4x100 meter vrije slag, in de finale legde Abood samen met Tommaso D'Orsogna, Cameron McEvoy en James Magnussen beslag op de gouden medaille. Voor zijn aandeel in de series ontving Hadler de gouden medaille. In Gold Coast nam Hadler deel aan de Pan-Pacifische kampioenschappen zwemmen 2014. Op dit toernooi eindigde hij als tiende op de 100 meter vlinderslag, op de 100 meter vrije slag werd hij uitgeschakeld in de series.
Tijdens de wereldkampioenschappen zwemmen 2015 in Kazan werd de Australiër uitgeschakeld in de halve finales van de 100 meter vlinderslag en in de series van de 50 meter vlinderslag. Op de 4x100 meter wisselslag sleepte hij samen met Mitch Larkin, Jake Packard en Cameron McEvoy de zilveren medaille in de wacht.

## Internationale toernooien
| Jaar | Olympische Spelen                        | WK langebaan                                                   | WK kortebaan                            | PanPacs                                                                                | Gemenebestspelen                                                                                               |
| ---- | ---------------------------------------- | -------------------------------------------------------------- | --------------------------------------- | -------------------------------------------------------------------------------------- | --- |
| 2010 |                                          |                                                                | 7e 200m vlinderslag 14e 400m wisselslag | series 100m vlinderslag 10e 200m vlinderslag series 200m wisselslag 8e 400m wisselslag | 5e 200m vlinderslag 10e 400m wisselslag                                                                        |
| 2011 |                                          | 18e 200m vlinderslag                                           |                                         |                                                                                        | |
| 2012 | 22e 100m vlinderslag 31e 200m wisselslag |                                                                | geen deelname                           |                                                                                        | |
| 2013 |                                          | geen deelname                                                  |                                         |                                                                                        | |
| 2014 |                                          |                                                                | geen deelname                           | series 100m vrije slag 10e 100m vlinderslag                                            | 6e 50m vlinderslag · 4e 100m vlinderslag · 4x100m vrije slag · Hadler zwom enkel de series · 4x100m wisselslag |
| 2015 |                                          | 19e 50m vlinderslag · 12e 100m vlinderslag · 4x100m wisselslag |                                         |                                                                                        | |

## Persoonlijke records
Bijgewerkt tot en met 15 augustus 2015
Kortebaan
| Afstand          | Tijd  | Datum           | Plaats   |
| ---------------- | ----- | --------------- | -------- |
| 50m vlinderslag  | 23,06 | 7 november 2014 | Adelaide |
| 100m vlinderslag | 51,01 | 5 november 2014 | Adelaide |

Langebaan
| Afstand          | Tijd    | Datum            | Plaats   |
| ---------------- | ------- | ---------------- | -------- |
| 50m vlinderslag  | 23,66   | 15 augustus 2015 | Chartres |
| 100m vlinderslag | 51,66   | 8 april 2015     | Sydney   |
| 200m vlinderslag | 1.56,28 | 3 april 2011     | Sydney   |
| 200m wisselslag  | 1.58,99 | 20 maart 2012    | Adelaide |